# 克拉普芬卡爾峰

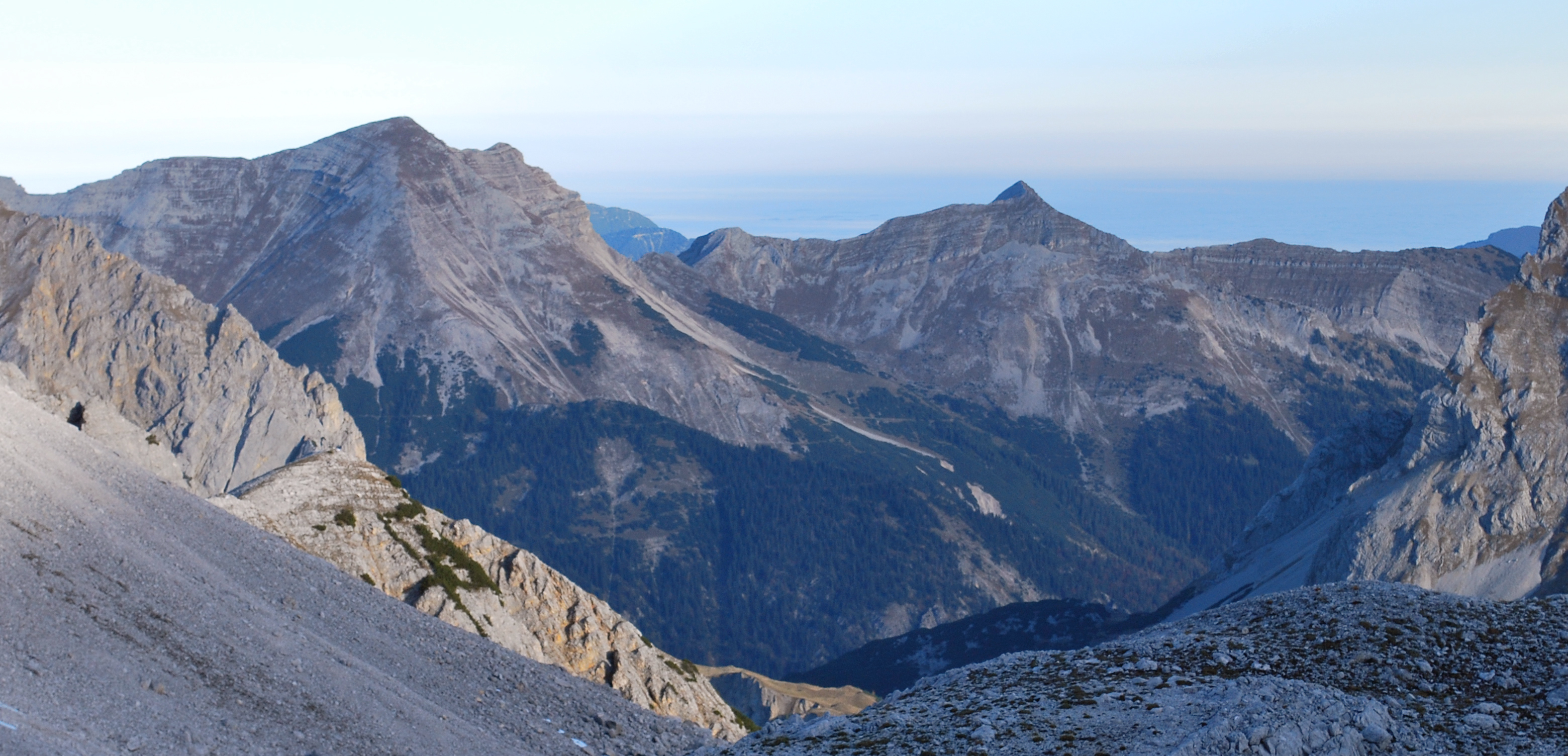

47°29′36″N 11°22′09″E / 47.49344°N 11.36928°E
克拉普芬卡爾峰（德語：Krapfenkarspitze），是德國的山峰，位於該國東南部巴伐利亞，由上巴伐利亞行政區負責管轄，屬於卡爾文德爾山脈的一部分，海拔高度2,109米。